# Miriam Pirazzini
Miriam Pirazzini (Castelfranco Veneto, 21 août 1918 - Rome, 25 décembre 2016), est une chanteuse lyrique italienne, mezzo-soprano.

## Biographie
Après avoir étudié à l'Institut de musique Francesco Reeds de Vicence et à l'école de Luigi Ricci à Rome, elle a fait ses débuts en 1944 dans la capitale italienne comme Laura dans La Gioconda d'Amilcare Ponchielli, entamant ainsi une brillante carrière qui a duré pendant une vingtaine d'années, au cours de laquelle elle est apparue dans les grands théâtres italiens, dont La Scala.
En 1945, elle a chanté avec Beniamino Gigli, Maria Caniglia et Giulio Neri, le Requiem de Giuseppe Verdi, dans un concert mémorable dirigé par Tullio Serafin, sur le belvédère du Vatican. Elle a chanté à plusieurs reprises avec Maria Callas, de Aida à Rovigo en 1948, et plus tard aux Arènes de Vérone, au Teatro dell'Opera di Roma (Il trovatore) et à Venise (Médée). Elle était également présente pour remplacer Fedora Barbieri à la fameuse représentation de Norma en 1958 à Rome, qui a dû être interrompue à cause de l'abandon de la Callas après le premier acte. Un de ses rôles les plus fameux était dans Adriana Lecouvreur, en particulier aux côtés de Magda Olivero à Lisbonne (1956), Palerme (1959), Caracas (1961).

## Discographie

### Enregistrements en studio
- Il trovatore, avec Giacomo Lauri-Volpi, Caterina Mancini, Carlo Tagliabue, dir. Fernando Previtali – Cetra 1951
- I Lombardi alla prima crociata, avec Maria Vitale, Mario Petri, Gustavo Gallo, dir. Manno Wolf Ferrari - Cetra 1951
- La Gioconda, avec Anita Corridori, Giuseppe Campora, Anselmo Colzani, Fernando Corena, dir. Armando La Rosa Parodi – Urania 1952
- La forza del destino, avec Adriana Guerrini, Giuseppe Campora, Anselmo Colzani, Giuseppe Modesti, dir. Armando La Rosa Parodi – Urania 1952
- Il tabarro, avec Tito Gobbi, Margaret Mas, Giacinto Prandelli, dir. Vincenzo Bellezza - HMV 1955
- Aida, avec Maria Curtis Verna, Franco Corelli, Giangiacomo Guelfi, Giulio Neri, dir. Angelo Questa – Cetra 1956
- Médée, avec Maria Callas, Renata Scotto, Mirto Picchi, Giuseppe Modesti, dir. Tullio Serafin – Ricordi/EMI 1957
- Rigoletto, avec Renato Capecchi, Gianna D'Angelo, Richard Tucker, Ivan Sardi, dir. Francesco Molinari-Pradelli – Philips 1959
- Madame Butterfly, avec Victoria de los Ángeles, Jussi Björling, Mario Sereni, dir. Gabriele Santini – EMI 1959

### Enregistrements Live
- L'amico Fritz, avec Beniamino Gigli, Rina Gigli, Afro Poli, dir. Gianandrea Gavazzeni - Naples, 1951 ed. Eklipse/Archipel
- Il giuramento, avec Rolando Panerai, Maria Vitale, Amedeo Berdini, Aldo Bertocci, dir. Alfredo Simonetto – Milan, 1952 Cetra/Myto/Walhall
- Norma, avec Anita Cerquetti, Franco Corelli, Giulio Neri, dir. Gabriele Santini – Rome, 1958 Melodram/Myto
- Adriana Lecouvreur, avec Renata Tebaldi, Nicola Filacuridi, Renato Capecchi, dir. Francesco Molinari Pradelli - Naples, 1958 ed. Lyric Distribution
- Nabucco, avec Ettore Bastianini, Margherita Roberti, Paolo Washington, Gastone Limarilli, dir. Bruno Bartoletti - Florence, 1959 Lyric Distribution